# Faraos land
Faraos land (engelska: Land of the Pharaohs) är en amerikansk episk film filmad i Cinemascope från 1955 i regi av Howard Hawks. I huvudrollerna ses Jack Hawkins och Joan Collins.

## Rollista i urval
- Jack Hawkins - Farao Khufu
- Joan Collins - Prinsessan Nellifer
- Dewey Martin - Senta
- Alex Minotis - Hamar
- James Robertson Justice - Vashtar
- Luisella Boni - Kyra
- Sydney Chaplin - Treneh
- James Hayter - Mikka
- Kerima - Nailla
- Piero Giagnoni - Xenon